# HD122408
HD122408 — хімічно пекулярна зоря спектрального класу A3, що має видиму зоряну величину в смузі V приблизно  4,2.
Вона  розташована на відстані близько 218,3 світлових років від Сонця.

## Фізичні характеристики
Зоря HD122408 обертається 
дуже швидко 
навколо своєї осі. Проєкція її екваторіальної швидкості на промінь зору становить  Vsin(i)=186км/сек.